# Корнієнко Борис Миколайович
Корнієнко Борис Миколайович (1871, Єлісаветград — 20 квітня (3 травня) 1916, Харків) — український архітектор.

## Біографія
Навчався в Петербурзькому Інституті цивільних інженерів і закінчив його у 1893 році. Свою професійну діяльність в Харкові розпочав помічником архітекторів Г. М. Шторха і А. К. Шпігеля, беручи участь у будівництві комплексу Миколаївської лікарні на вул. Московській (нині проспект Героїв Харкова, 195), у 1895—1900 роках.
Обіймав посаду Харківського міського архітектора з 1899 по 1912 рік.

## Творчість
Проектував, переважно, прибуткові будинки, особняки, громадські будинки. Будинки, споруджені за його проектами в Харкові, мають статус пам'яток архітектури Харкова.

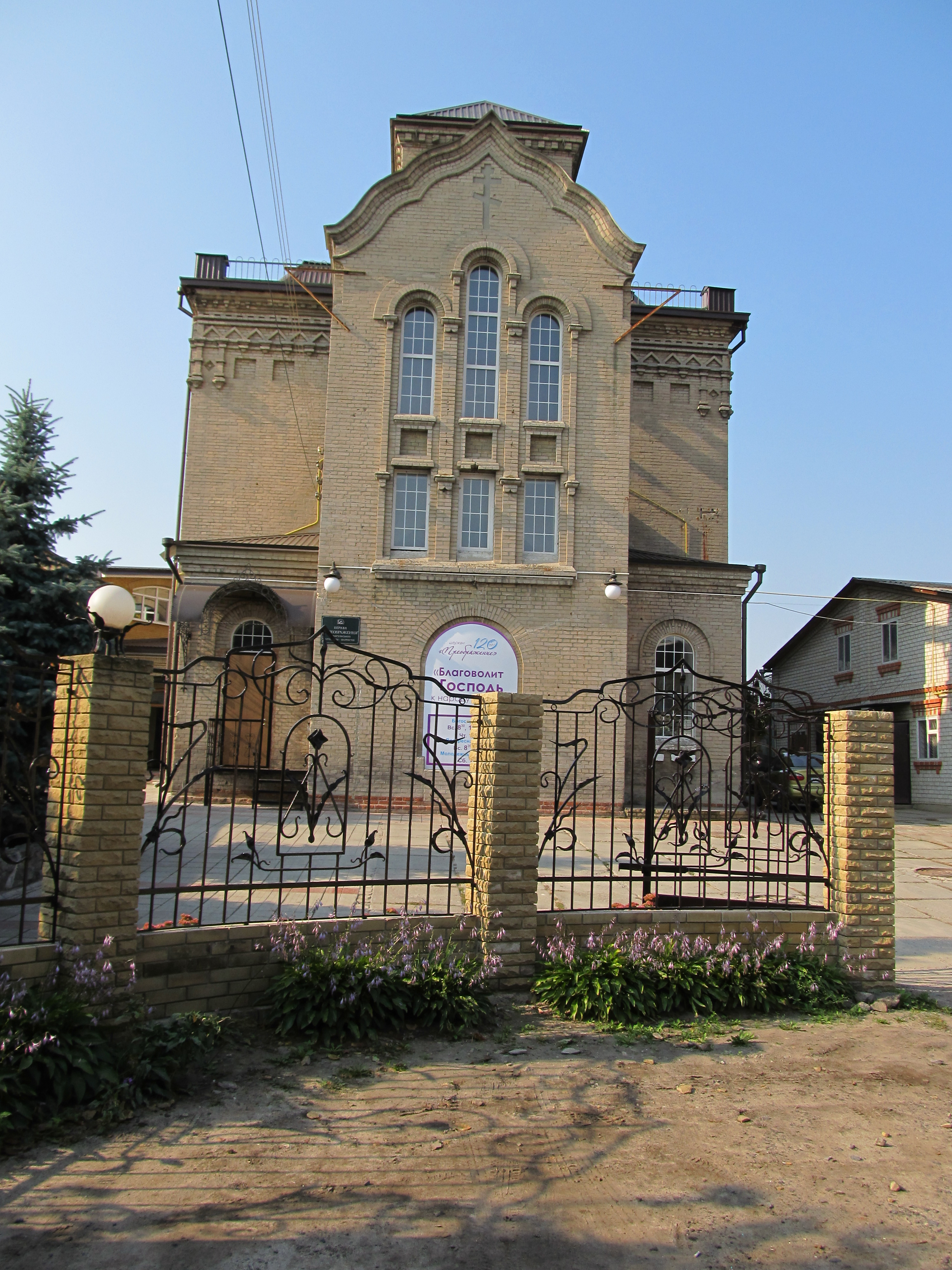
Церква старообрядницька (1914), вул. Ярославська, 28. Харків.
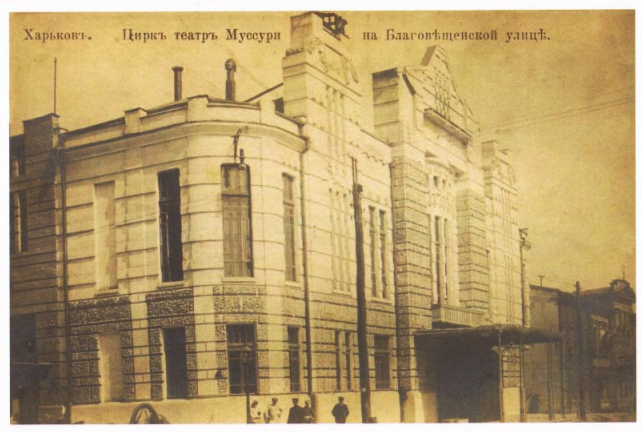
Цирк "Муссурі"(1908), вул. Благовіщенська, 28. Харків.

- Комплекс Миколаївської лікарні по проспекту Героїв Харкова, 195 (під керівництвом Г. Шторга і А. Шпігеля) — 1895—1900 рр.
- Житловий і торговий будинок по вул. Квітки-Основ'яненка, 9 — поч. 20-го ст.
- Торгова школа по вул. Мар'їнській, 12 (у співавторстві з Величком В. В.) — 1902 р.
- Прибутковий будинок по вул. Дмитрівській, 19/2 — 1903 р.
- Комплекс будівель по вул. Клочківській, 3, 3-а, 5, 5-а (нині банк) — 1903 р.
- Ломбард по вул. Університетській, 5 (нині Харківський історичний музей імені М. Ф. Сумцова) — 1908 р.[2]
- Цирк «Муссурі» по вул. Благовіщенській, 28 — 1908—1910 рр.[3](вилучений з переліку пам'яток архітектури)
- Прибутковий будинок по вул. Полтавський Шлях, 22-а — 1914 р.[4]
- Селянський будинок земства на Павлівському майдані, 4 — 1912 р.[5]
- Житлові будинки по вул. Миколаївській, 18 і 19 — 1912 р.
- Житловий будинок по вул. Гоголя, 11 — 1913 р.
- Житловий будинок по пров. Класичному, 8 — 1913 р.
- Житловий будинок по майдану Героїв Небесної Сотні, 3 — 1913 р.
- Житловий будинок по вул. Мироносицькій, 10 — 1914 р.
- Церква старообрядницька по вул. Ярославській, 28 — 1914 р.
- Суздальські ряди, квартал торгівельно-складських будівель по вул. Різдвяній[6]

Крім того, Корнієнко Б. М. проводив реконструкції прибуткового будинку по вул. Донця-Захаржевського, 5; пожежної частини по вул. Полтавський Шлях, 50; Комерційного клубу і оперного театру по вул. Римарській, 21; житлового будинку по вул. Сумській, 6.

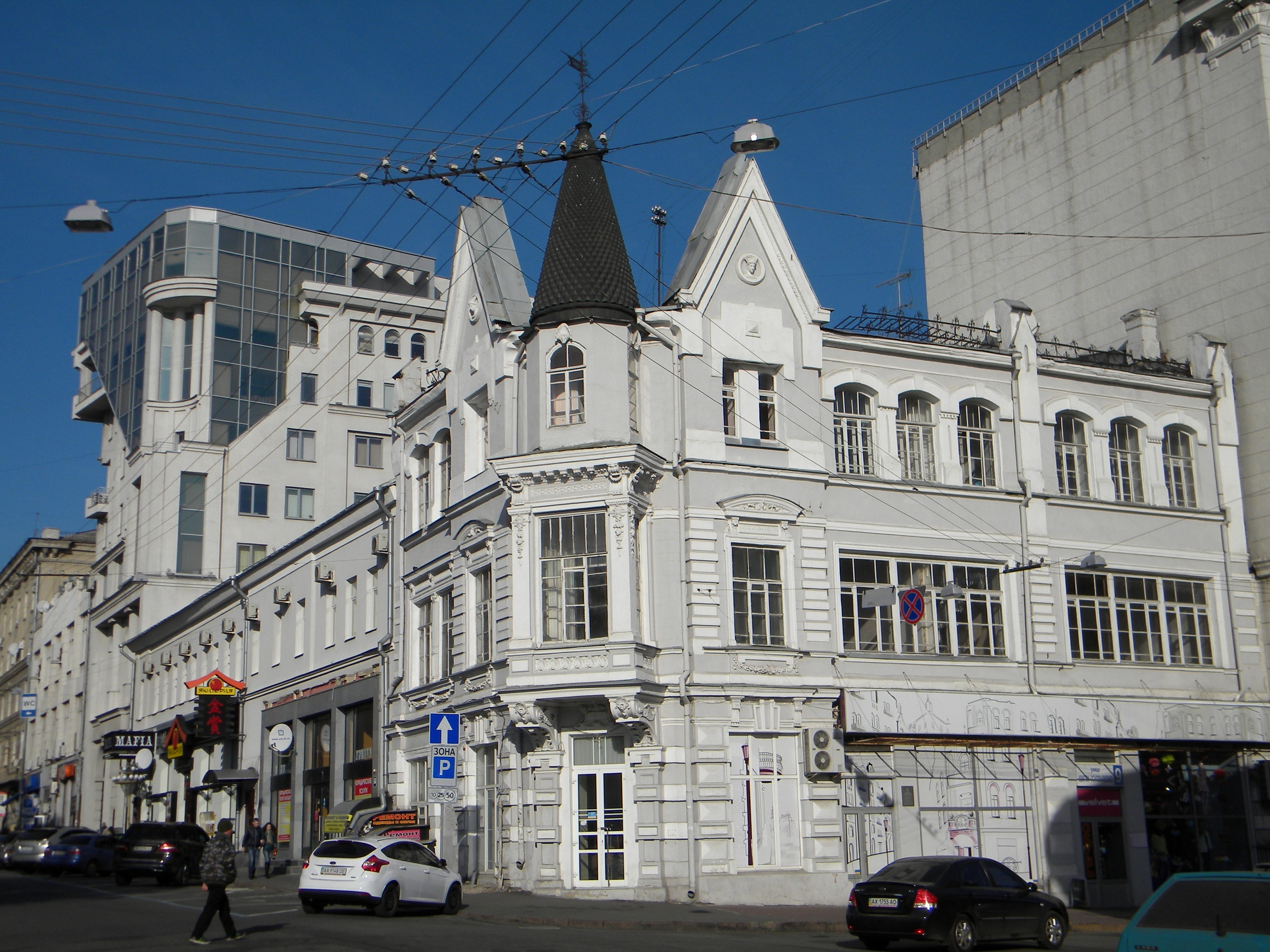
Житловий будинок (поч. XX ст.), вул. Квітки-Основ'яненка, 9. Харків.
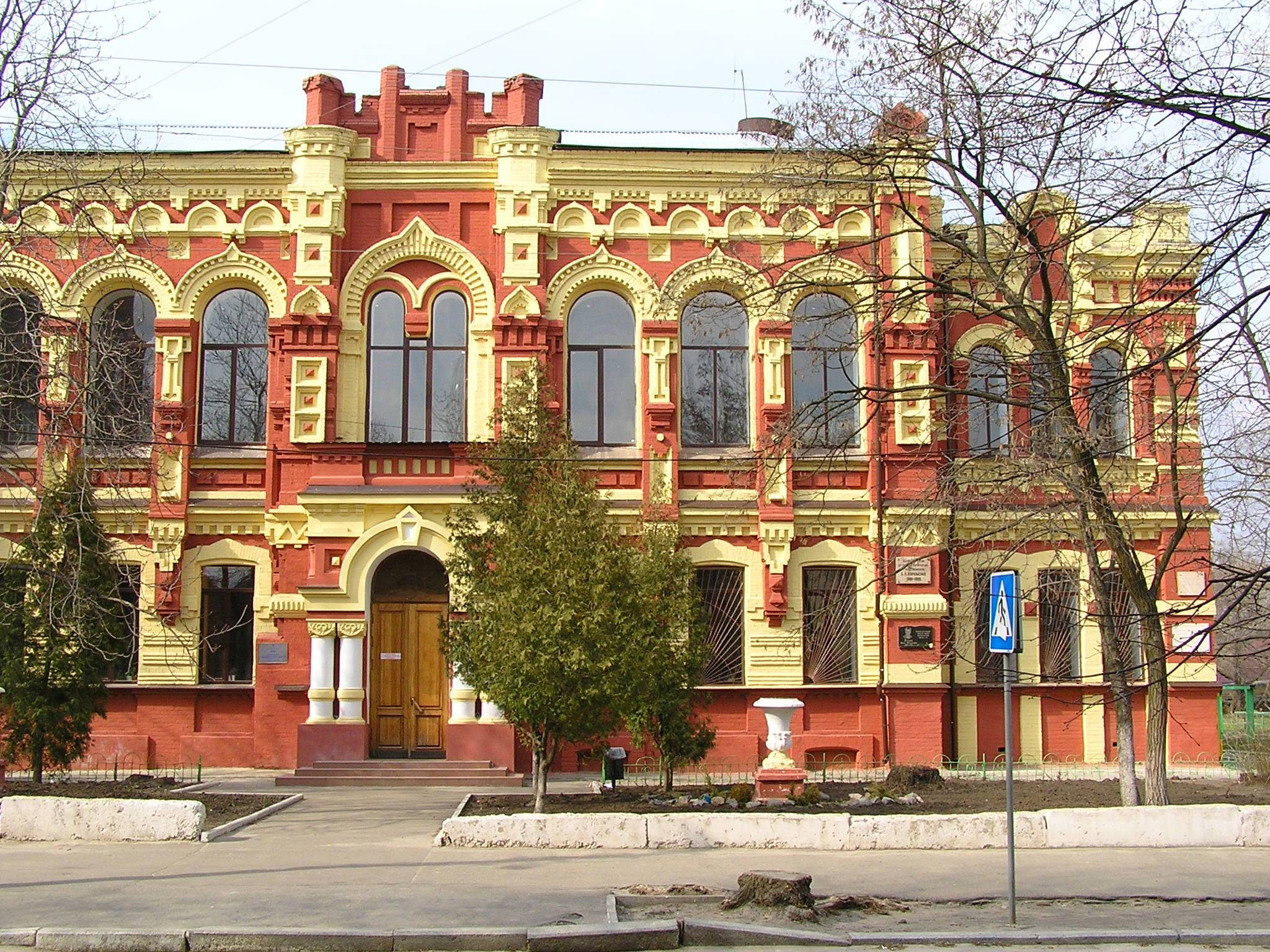
Торгова школа (1902), вул. Мар'їнська 12-1. Харків
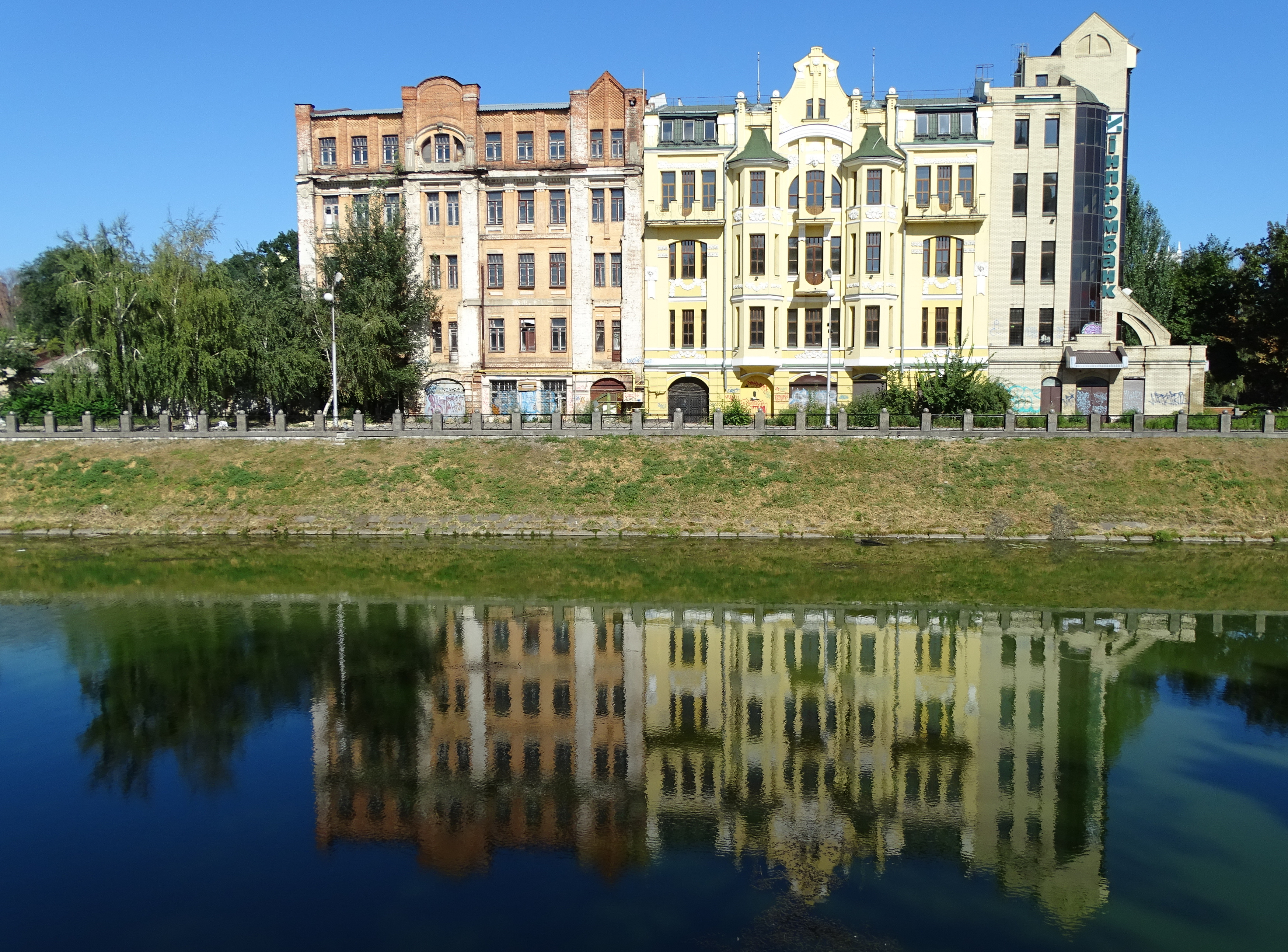
Банк (1903), вул. Клочківська 3/5. Харків
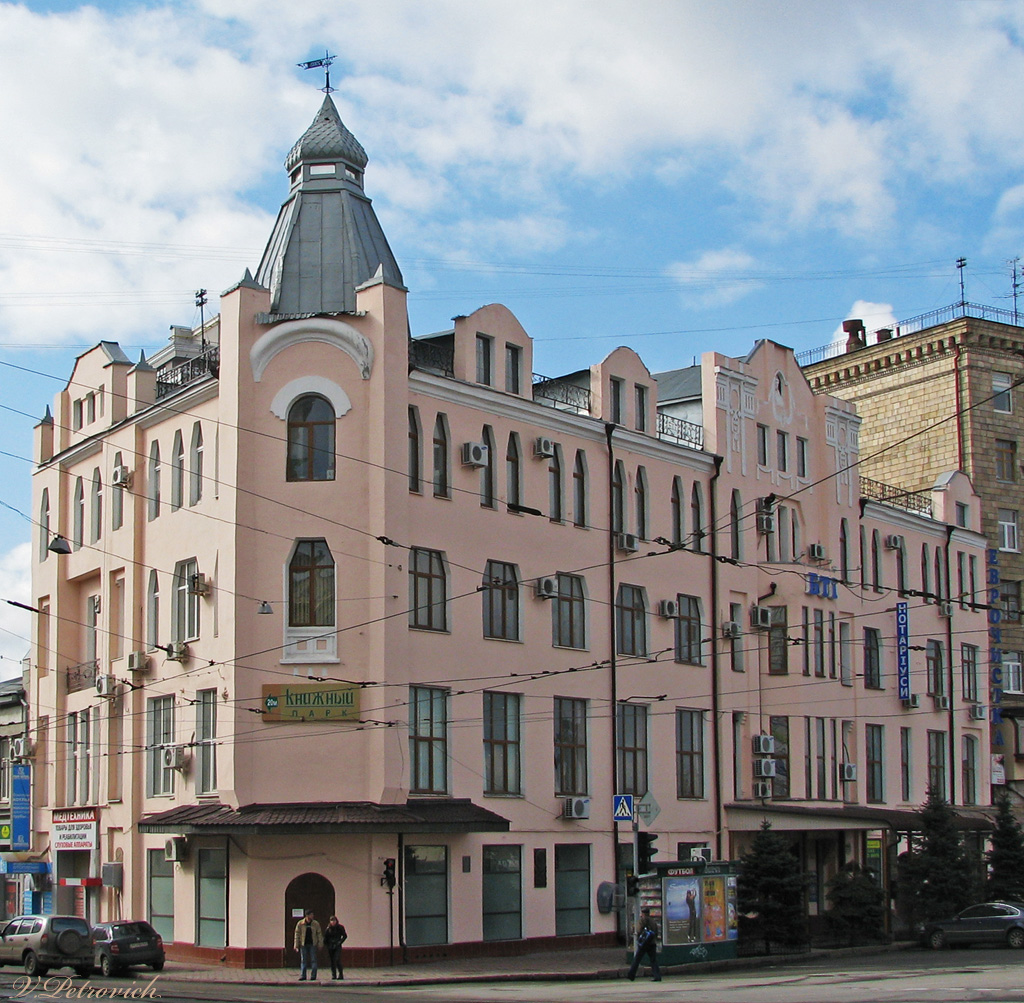
Селянський будинок земства (1912). Павлівський майдан, 4. Харків.
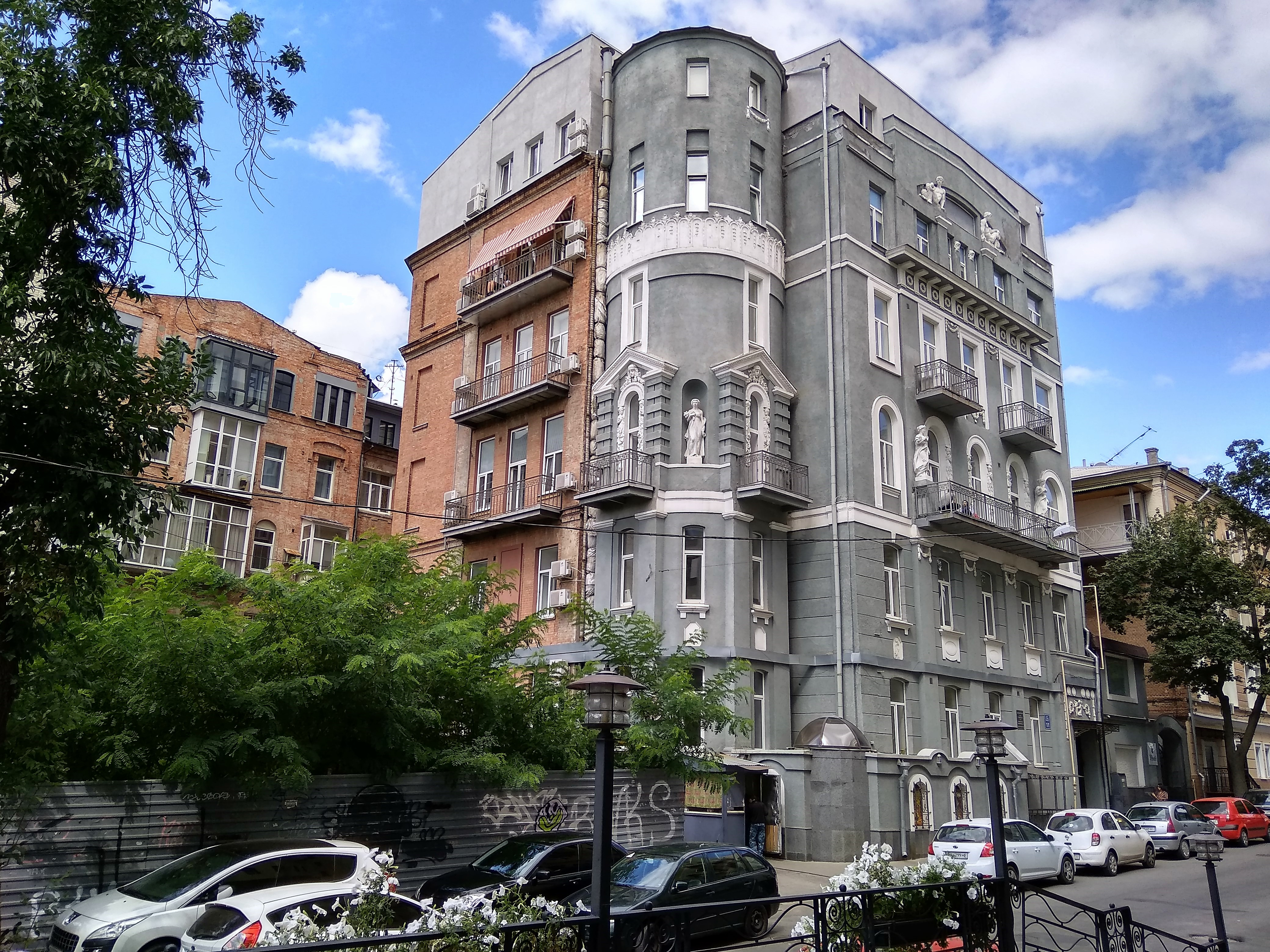
Житловий будинок (1913),  вул. Гоголя, 11. Харків